# Erica plumigera
Erica plumigera är en ljungväxtart som beskrevs av Friedrich Gottlieb Bartling. Erica plumigera ingår i släktet klockljungssläktet, och familjen ljungväxter. Inga underarter finns listade i Catalogue of Life.